# Списак основних школа у Јагодини
Прва основна школа у Јагодини основана је 1808. године. Нема много података о томе колико је ђака било уписано, ко их је и чему учио, али може се претпоставити каква је та школа могла бити пре другог устанка, пре ослобођења Србије и пре Вукове реформе језика. Али, ма какав био, овај зачетак школства у општини Јагодина заслужује помен. Угашена је 1813. године са пропашћу Карађорђевих устаничких успеха, али је обновљена 1815. године.
Школске 1869/70. године је Отворена дворазредна Гимназијска Релка, која је прерасла 1873. у Полугимназију (ту је Ђура Јакшић предавао цртање и краснопис до 1872) , 1875. у Нижу гимназију, 1921. стекла је статус осморазредне, потпуне Гимназије.
Мушка Учитељска школа је основана 1898.. године, трећа у Србији, са интернатским заводом. После Првог светског рата је почела да уписује и женску децу. На њеним традицијама, се развио Учитељски факултет.
На територији општине Јагодине се налазе следеће основне школе:

## ОШ „Бошко Ђуричић”
Школа се налази у ширем центру Јагодине и окружена је образовним, културним, здравственим и верским установама, са којима сарађује. Школу чини матична зграда, саграђена 1954. са двориштем, спортским теренима и зеленим површинама, где се изводи настава за децу од првог до осмог разреда, као и децу са посебним потребама. Постоје и два издвојена одељења до четвртог разреда у Винорачи и Деоници, са комбинованом наставом. Школа указује да су објекти у издвојеним одељењима дотрајали и да се за њихово одржавање троше велика средства и напори. Према сајту који представља ову школу, ученици су имали запажене резултате на такмичењима из готово свих наставних области, а школа је добитник признања Златна плакета „Никола Тесла“ као једна од пет најбољих школа у Србији на такмичењу из области техничког образовања. Школа у оквиру свог програма реализује разне ваннаставне активности, а посебно се издвајају манифестације забавно-образовног карактера. Неке од реализованих активности су настава у природи, тачније на Копаонику, коју је финансирала локална самоуправа овог града, као и учешћа на међународној „Галетовој дечјој ликовној колонији“, фестивалу „Медијана“ и конкурсу Светосавског звонца
Посетите званичну претензацију школе.

## ОШ „Бранко Радичевић”
Школа се налази у насељу Бунар. Школу чини матична школа и издвојена одељења у Белици, Драгоцвету, Лозовику, Међуречу, Слатини, Шантаровцу, Шуљковцу и Мишевићу. У историјском архиву Јагодине, ова школа се везује за 1890. годину. У оквиру пројекта „Дигитална школа“, матична и издвојена одељења су опремљена компјутерима 2011.

## ОШ „Радислав Никчевић”
Школа се налази у насељу Мајур. Чини је матична школа и издвојена одељења у Колару, Драгошевцу, Медојевцу и Главинцима.

## ОШ „Вук Караџић”
Школа се налази у насељу Глоговац. Ова школа има издвојена одељења у Дубокој, Дражмировцу, Малом Поповићу, Рајкинцу и Доброј Води.

## ОШ „Горан Остојић”
Основна школа "Горан Остојић" од 2000. године носи овај назив. Пре овог назива школа се звала "Пета основна школа" и "25. мај" . Настала је из потребе друштва за још једном градском школом јер су постојеће били препуне.

## ОШ „Јоца Милосављевић”
Школа се налази у насељу Багрдан. Чини је матична школа и издвојена одељења у Милошеву, Стрижилу, Ловцима, Горњем Рачнику и Доњем Рачнику. Према историјском архиву Јагодине, почеци ове школе се везују за годину 1850. У успехе школе се убрајају награда коју је доделила Железница Србије. и пример добре праксе са Смотре дечјег стваралаштва општине Јагодна презентован на Сабору у Ивањици 2008 Исте године, ђаци ове школе су похађали наставу у природи, тачније Копаонику, коју је финансирала локална самоуправа.

## ОШ „Рада Миљковић”
Школа се налази у Јагодини, у улици Кнеза Лазара б.б. Најпре се звала „Прва осмолетка“ и са школом „Милан Мијалковић“ је радила у истој згради, у Теслиној улици број 1, где се данас налази школа „17. октобар“. Ученици школе били су са подручја града и с обзиром да су обе школе биле у центру града, није вршена строга рационализација. Девет година касније, школи је припало издвојено одељење у Буковцу. Школа поседује две зграде матичног објекта у поменутој улици Кнеза Лазара и у улици Иве Андрића бб (насеље Стрелиште) и два издвојена објекта у Вољавчу и Буковчу. Зграде матичног објекта имају 27 специјализованих учионица, две библиотеке, две фискултурне сале, кухињу и терене за све мале спортове и тенис. Подручна одељења имају по две учионице и доришта са тереном за мале спортове. Од 2007. године у школи ради и ромски асистент. На презентацији приказаној на конференцији под називом „Иновације у предуниверзитетском образовању - Образовање као отворени систем“ под покровитељством Министарства просвете и науке РС, може се видети да школа реализује разноврсне активности Школа учествује у пројекту „Школа без насиља“ који подржава УНИЦЕФ, а у који се укључила међу првима, још 2006. Такође, забележени су успеси на републичком такмичењу из српског језика и језичке културе 2011. и на конкурсу „Светосавског звонца“, а ђаци су учествовали и на Малим Олимпијским играма у Панчеву исте године.